# Milagro en el circo
Milagro en el circo es una película de producción México-España de 1979 dirigida por Alejandro Galindo y que fue la primera película del payasito de la tele Cepillín.

## Sinopsis
Pablito es un niño sin hogar que sobrevive en las calles de la ciudad. Luego de huir tras un hurto, se esconde en el carro de Lily, la hija del dueño de un circo que acaba de llegar a la ciudad. Al ser descubierto inventa una historia conmovedora, por lo que logra quedarse a vivir en el circo, iniciando sus aventuras junto a  Cepillín. 
Sin embargo, el niño continúa hurtando, pero Cepillín lo descubre, dándose cuenta al mismo tiempo que el mago Macario está urdiendo siniestros planes en contra de Pablito y de él mismo. Esta odisea enseñará al niño la diferencia entre las buenas y las malas acciones, para finalmente darse cuenta de las bondades del buen comportamiento cívico y el respeto hacia los demás.

## Ficha técnica
- Título: Milagro en el circo Miracle in the circus (EE. UU.)
- Género: Comedia/Drama
- Dirigido por Alejandro Galindo
- Estreno: 9 de agosto de 1979
- Productoras: Grupo Mexicano Labarone P.C., Lamarque S.A. y Televicine (México)
- Productor: Fabián Arnaud
- Guion: Fernando Galiana
- Argumento: Fernando Galiana
- Director de fotografía: Fernando Colin
- Música: Álvaro Nieto
- Formato: 35 milímetros. Color. Panorámico.
- Duración: 84 minutos

## Elenco
- Ricardo González "Cepillín" - Cepillín †
- Fernando Fernan Gómez - Macario
- Antonio Ferrandis - Don Simón
- Álvaro Lobo - Pablito
- Yuri Valenzuela - Lily
- Rogelio González - Pepino
- Manuel Muñoz - Tony
- Rafael Muñoz Andrete Santanón - Ropacha †
- Guadalupe Pallas
- José Chaves
- Miguel Ángel Fuentes - Hércules
- José Dupeyron
- Tamara Garina - Bruja †
- José Flota
- Rosa Ward-Blanco
- Terry Ward

## Curiosidades
Además de ser el primer largometraje de Ricardo González (Cepillín), la cantante Yuri hace su debut fílmico. La película significó un triunfo profesional para Cepillín, teniendo impacto incluso en el público latino de los Estados Unidos.